# Blankvers
Blankvers, fra engelsk blank = tomt, det vil sige urimet, er et femfodet, jambisk versemål uden rim eller strofedeling, der specielt er karakteristisk for den elizabethanske periode med digtere som William Shakespeare og Christopher Marlowe.
Af danske digtere der anvendte blankvers kan nævnes Adam Oehlenschläger.
Hos William Shakespeare har blank verse en varieret, ikke nødvendigvis jambisk rytme, som i Hamlets monolog:[kilde mangler]
To be or not to be, that is the question, (2+2 tryk, med cæsur)
Whether 'tis nobler in the mind to suffer (3 tryk, evt. 2+1)
The slings and arrows of outrageous fortune ... (2+2 tryk)
Hos senere engelske digtere som Milton og Dryden er der allerede tale om et mere glat, regelmæssigt jambisk versemål. I regelmæssig jambisk form, som Blankvers, optræder versemålet hos Lessing, Schiller og Goethe, og går derfra ind i den danske romantik med Oehlenschläger m.fl., som i Aladdin (regulære, dvs. regelmæssige, taktfaste 5-fodsjamber uden klar cæsur):
En Dødelig har skrevet dette Digt,
En ringe Sanger, uindviet i
Naturens helligste Mysterium.

## Eksempel på blankvers
Et eksempel fra Shakespeares Hamlet (1603), skanderet som jambisk pentameter (se dog forrige afsnit) med en overskydende sidste stavelse (-ion), da verset har kvindelig udgang:
To be/ or not/ to be/ that is/ the quest-ion.
Det tidligste blankvers bestod af slut-stop og regulære linjer uden enjambement; Gorboduc (1561), den første kendte tragedie på blankvers, illustrerer hvor monotone sådanne vers kan være. Marlowe var den første der udviklede det til større udtryksfuldhed:
You stars that reign'd at my nativity,
Whose influence hath allotted death and hell,
Now draw up Faustus like a foggy mist
Into the entrails of yon labouring clouds,
That when they vomit forth into the air,
My limbs may issue from their smoky mouths,
So that my soul may but ascend to Heaven.
(Doctor Faustus)
Shakespeare udviklede blankversets egenskaber til også at indeholde grov, abrupt og irregulær tale; et af de tidligste eksempler er

My lord?
A grave.
He shall not live.
Enough

(The Life and Death of King John), 3.3